# Чжунцзян
Чжунцзя́н (кит. упр. 中江, пиньинь Zhōngjiāng) — уезд городского округа Дэян провинции Сычуань (КНР).

## История
В 201 году был образован уезд Ци (妻县), а в 278 году — уезд Учэн (伍城县). В 437 году к уезду Учэн был присоединён уезд Хуайгуй (怀归县).
При империи Суй в 583 году уезд Учэн был переименован в Сюаньу (玄武县). В 593 году был расформирован уезд Ци, а на южной части его территории был образован уезд Фэйу (飞乌县).
При империи Тан в 679 году был образован уезд Туншань (铜山县).
При империи Сун в 1012 году уезд Сюаньу был переименован в Чжунцзян.
При империи Юань в 1279 году уезд Фэйу был присоединён к уезду Туншань, а в 1283 году уезд Туншань был присоединён к уезду Чжунцзян.
В 1950 году уезд Чжунцзян вошёл в состав Специального района Суйнин (遂宁专区). В 1958 году Специальный район Суйнин был расформирован, и уезд Чжунцзян был передан в состав Специального района Мяньян (绵阳专区).
В 1983 году постановлением Госсовета КНР был образован городской округ Дэян, и уезд Чжунцзян был передан в его состав.

## Административное деление
Уезд Чжунцзян делится на 29 посёлков и 16 волостей.